# Barcelonská dynastie

Znak Barcelonské dynastie

Barcelonská dynastie (španělsky Casa de Barcelona, katalánsky Casal de Barcelona) je název středověkého rodu, který vládl Barcelonskému hrabství nepřetržitě v letech 878 až 1410 a Aragonskému království v letech 1137 až 1410 resp. od roku 1162 vládli tzv. zemím Aragonské koruny, což bylo spojení obou útvarů pod společného panovníka. Jsou potomky Bellonidů, potomků Guifreda I. Barcelonského.

## Panovníci z barcelonské dynastie
Barcelonská dynastie získala pod svou vládu množství území:
- hrabě z Urgellu (870–992 a 1314–1413)
- hrabě barcelonský (878–1410)
- hrabě z Girony (878–1410)
- hrabě z Osona (1111–1410)
- hrabě z Besalú (1111–1410)
- hrabě provensálský (1112–1245)
- hrabě z Bergy (1118–1410)
- hrabě z Cerdanye (1118–1410)
- hrabě z Conflent (1118–1410)
- král aragonský (1162–1410)
- hrabě z Roussillonu (1172–1410)
- pán Montpelliéru (1204–1249)
- král valencijský (1238–1410)
- král mallorský (1276–1410)
- král sicilský (1282–1410)
- král sardinský a korsický (1297–1410)
- vévoda athénský (1312–1388)
- vévoda neopatrijský (1319–1390)